# بريجانتس

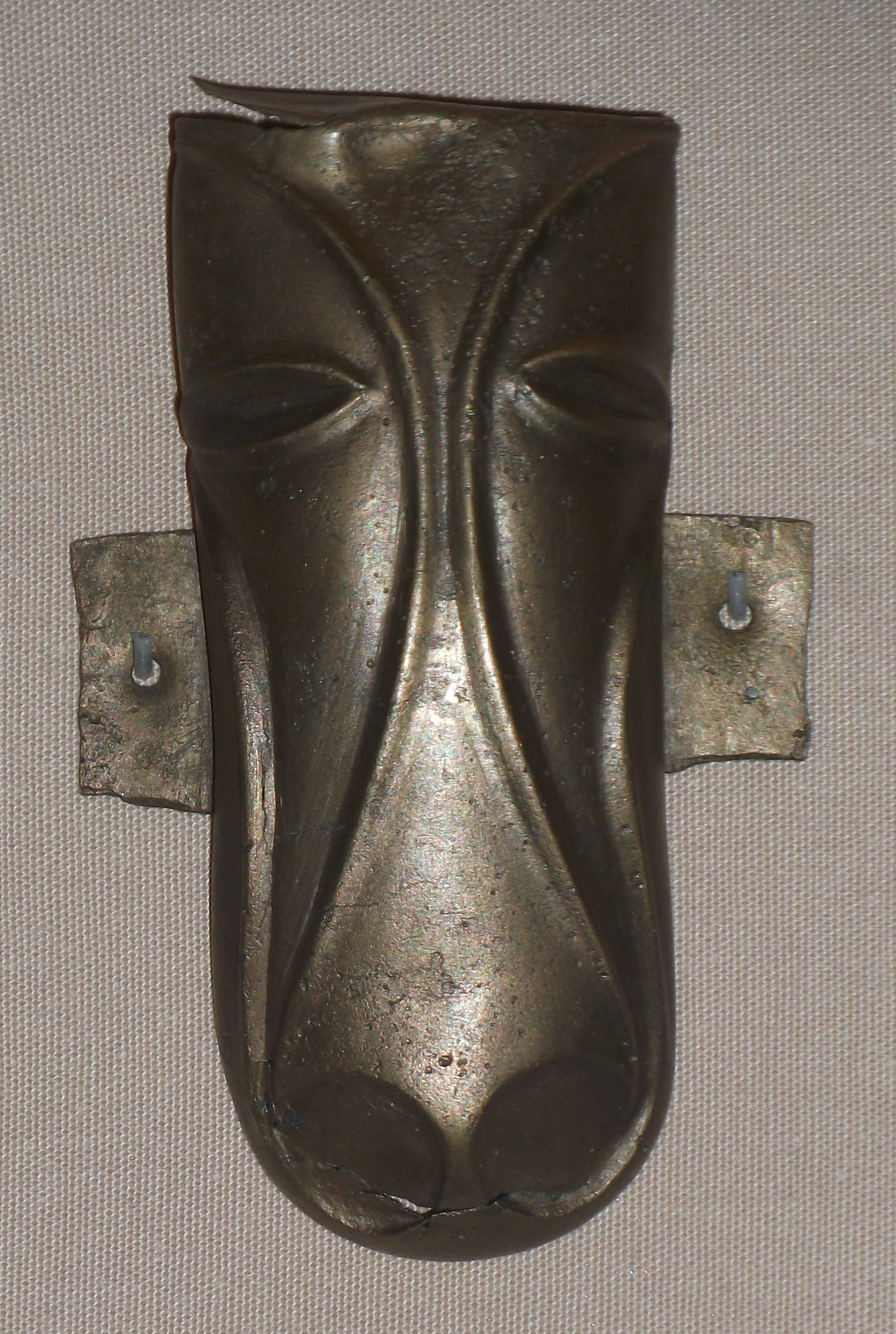
قناع حصان ستانويك ، القرن الأول الميلادي

البرغانتس كانوا من القدماء البريطانيين الذين، في العصور التي سبقت الاحتلال الروماني، سيطروا على أكبر منطقة في ما أصبح لاحقًا شمال إنجلترا. كانت أراضيهم، التي يُشار إليها غالبًا باسم بريغانتيا، تتركز في ما يُعرف لاحقًا بـ يوركشاير. جغرافي اليونان القديم بطليموس أشار إلى البرغانتس كشعب موجود أيضًا في إيرلندا، حيث كانوا يتواجدون في المناطق التي تعرف اليوم بمقاطعات وكسفورد، وكيلكيني، وواترفورد،  بينما ذكر سترابو شعبًا آخر يُدعى بريجانتي باعتباره قبيلة فرعية من فينديليتشي في منطقة جبال الألب .
داخل بريطانيا، كانت أراضي البرغانتس تحدها أراضي أربعة شعوب أخرى: الكارفتيي في الشمال الغربي، والباريسيي في الشرق، وإلى الجنوب كل من الكورييلتوفي والكورنوفيي. أما إلى الشمال، فكانت تقع أراضي الـفوتاديني، التي تمتد عبر الحدود الحالية بين إنجلترا واسكتلندا.

## أصل التسمية
اسم البرغانتس (Βρίγαντες باليونانية القديمة) يتشارك نفس الجذر المشترك في اللغة السلتية البدائية مع اسم الإلهة بريغانتيا، وهو brigantī أو brigant- ويعني "عالٍ" أو "مرتفع". ومع ذلك، لا يزال من غير الواضح ما إذا كانت المستوطنات التي حملت اسم بريغانتيوم قد سُميت بذلك بمعنى "العظماء" أو "الأشراف" في دلالة مجازية على المكانة الرفيعة، أم بمعنى "أهل المرتفعات" أو سكان المواقع المرتفعة والمحصنة حرفيًا.أما الجذر اللغوي الأقدم، فهو مُعاد بناؤه في إطار اللغة الهندوأوروبية البدائية على الشكل التالي: bʰerǵʰ. وهو جذر مشترك له صلات لغوية مع كلمات أخرى مثل Burgund وBurgundī في اللغات الجرمانية، وكذلك مع اسم ألبرز في إيران، الذي يعود إلى الاسم الإيراني القديم هارا بيريزايتي، ويعني أيضًا "الجبل العالي المقدس"..
في اللغة الويلزية الحديثة، تعني كلمة braint "امتياز" أو "مكانة مرموقة"، وهي مشتقة من نفس الجذر السلتِي البدائي brigantī. وتوجد صيغ أخرى مرتبطة بهذا الجذر في اللغات السلتية الحديثة، منها:
- الويلزية: brenin بمعنى "ملك" (مشتقة من brigantīnos أي "المنتمي إلى العُليا" أو "ابن العظمة").
- الويلزية/الكورنية/البريتونية: bri وتعني "هيبة، سمعة، شرف، كرامة".
- الغيلية الاسكتلندية: brìgh وتعني "جوهر، قوة".
- الأيرلندية: brí بمعنى "طاقة، أهمية".
- لغة مانكس (جزيرة مان): bree وتعني "قوة، طاقة".

وجميع هذه الكلمات تعود أصولها إلى الصيغة البدائية brīg- أو brigi-.
أما الكلمة bre في الويلزية والكورنيش والبريتونية، فتعني "تلّ" أو "هضبة"، وهي مشتقة من الجذر brigā، الذي يعبر عن الارتفاع الجغرافي.
أما الاسم الأنثوي الشهير بريجيت (Bridget) باللغة الإنجليزية، فهو مشتق من الاسم الأيرلندي القديم Brigit، والذي تحول في الأيرلندية الحديثة إلى Bríd، وكلها تعود إلى الجذر Brigantī الذي يدل على السمو والرفعة.
حتى اسم نهر Brent في إنجلترا والمنطقة المعروفة بـ Brentford يرتبطان بنفس الأصل اللغوي القديم، في إشارة إلى الأماكن المرتفعة أو ذات المكانة.
كان هناك العديد من المستوطنات القديمة التي حملت اسم بريغانتيوم في أنحاء متفرقة من أوروبا، والتي تتطابق مع مواقع حديثة، كثير منها ما زال يحمل أسماء مشابهة للجذر القديم، ومن أبرزها: بيرغانزا في منطقة ألافا شمال إسبانيا.لاكورونيا وبيرغانتينيوس في منطقة غاليسيا شمال غرب إسبانيا.براغانسا وبراغا في البرتغال.بريانصون في فرنسا. ،  بريغيتيو الواقعة على الحدود بين سلوفاكيا والمجر. ،  بريغوبانيه  الواقعة على نهر بريج وبالقرب من نهر بريجاش في جنوب ألمانيا ( فينديليسيا ما قبل الرومان  ) بريجينز في جبال الألب النمساوية، وبريانزا في إيطاليا.
في علم الطبقات الزمنية (chronostratigraphy)، يُشتق اسم المرحلة الفرعية البريطانية من العصر الكربوني المعروفة باسم البريغانتيان (Brigantian) من اسم شعب البرغانتس.

## تاريخ

قناع مسرحي روماني بريجانتي

لا توجد أي سجلات مكتوبة عن شعب البرغانتس قبل الغزو الروماني لبريطانيا، ولذلك يصعب تحديد المدة التي كانوا موجودين فيها ككيان سياسي منظم قبل ذلك التاريخ. إلا أن معظم المواقع الأثرية الرئيسية في منطقتهم تُظهر استمرارية الاستيطان دون انقطاع منذ فترة مبكرة، ما يشير إلى أن صعودهم إلى السلطة قد يكون قد حدث تدريجيًا عبر الزمن، بدلًا من أن يكون نتيجة لغزو مفاجئ أو صدام حاسم. كما يُحتمل أن يكون هذا الظهور مرتبطًا بحادثة احتراق الحصن التلي الكبير في منطقة كاسل هيل، هدرسفيلد، حوالي سنة 430 قبل الميلاد.. ومن حيث الامتداد الجغرافي، كان شعب البرغانتس يُعتبر أكبر قبيلة في بريطانيا من حيث المساحة. وقد ضموا تحت لوائهم قبائل فرعية أو عشائر، منها: الغابرانتوفيكيس الذين سكنوا سواحل يوركشاير التكستوفيردي في أعالي وادي نهر ساوث تاين، بالقرب من سور هادريان . يشير اسما بورتوس سيتانتيوروم وكوريا لوبوكاروم إلى مجموعات أخرى، هما سيتانتي ولوبوكاريس، المتواجدتان على ساحل لانكشاير ونهر تاين على التوالي. تم تسجيل اسم Corionototae أيضًا ولكن نظرًا لأن الاسم يبدو مشتقًا من *كوريون توتاس بمعنى "جيش القبيلة" أو "جيش الشعب" فقد يكون اسمًا لقوة عسكرية أو مقاومة ضد الرومان وليس أي قبيلة أو قبيلة فرعية. ربما كان الكارفيتيون الذين احتلوا ما يُعرف الآن بكامبريا قبيلة فرعية أخرى، أو ربما كانوا منفصلين عن البريجانتس. غالبًا ما يكون هذا الأمر محل نزاع لأن الكارفيتيين شكلوا مدينة منفصلة تحت الحكم الروماني.

### العصر الروماني
خلال الغزو الروماني لبريطانيا، في عام 47 ميلادي، اضطر حاكم بريطانيا بوبليوس أوستوريوس سكيابيولا إلى التخلي عن حملته العسكرية ضد قبيلة الديكانغلي في شمال ويلز، بسبب حالة "السخط والاضطراب" التي نشبت بين صفوف البرغانتس، رغم أن قادتهم آنذاك كانوا حلفاء لروما. تم القضاء على عدد من المتمردين الذين حملوا السلاح، بينما مُنح البقية عفوًا. وفي عام 51 ميلادي، لجأ زعيم المقاومة المهزوم كاراتاكوس إلى ملكة البرغانتس كارتيماندوا طالبًا اللجوء، لكنها أثبتت ولاءها للرومان، وقامت بتسليمه إليهم مكبلًا بالسلاسل. وُصفت كارتيماندوا وزوجها فينوتيوس بأنهما مخلصان لروما، ويعيشان تحت حماية السلاح الروماني، غير أن الأمور سرعان ما انقلبت، إذ انفصل الزوجان، وشرع فينوتيوس في التمرد، أولًا ضد زوجته السابقة، ثم ضد حلفائها الرومان.وفي فترة حكم الحاكم الروماني أولوس ديديوس غالوس (52-57 ميلادي)، قام فينوتيوس بحشد جيش وشنّ هجوم على مملكة زوجته السابقة. أرسل الرومان قوات لدعم كارتيماندوا، ونجحوا في إحباط تمرد فينوتيوس. بعد الطلاق، تزوجت كارتيماندوا من حامل درع فينوتيوس، فيلوكاتوس ، ورفعته إلى الملكية. قام فينوتيوس بتمرد آخر في عام 69، مستغلاً عدم الاستقرار الروماني في عام الأباطرة الأربعة . هذه المرة لم يتمكن الرومان إلا من إرسال قوات مساعدة ، نجحوا في إجلاء كارتيماندوا لكنهم تركوا فينوتيوس وأنصاره المناهضين للرومان مسيطرين على المملكة.
تمتد التحصينات الواسعة من عصر الحديد في ستانويك بمقاطعة شمال يوركشاير، وقد جرت فيها أعمال تنقيب في خمسينيات القرن العشرين بقيادة عالم الآثار مورتيمر ويلر، الذي خلص إلى أن هذا الموقع كان على الأرجح عاصمة فينوتيوس. إلا أن أعمال التنقيب اللاحقة، التي أجرتها جامعة دورهام بين عامي 1981 و1986، دفعت الباحثين كولين هازلغروف وبيرسيفال تورنبول إلى تقديم تأريخ أقدم قليلًا لهذا الموقع، مرجّحين أن ستانويك كانت في الواقع مركز سلطة تابعًا للملكة كارتيماندوا بدلًا من أن تكون مقر حكم فينوتيوس..
بعد صعود الإمبراطور فيسباسيان إلى العرش، تم تعيين كوينتوس بيتليوس سيرياليس حاكمًا لبريطانيا، وبدأت حملة إخضاع قبائل البرغانتس. ويبدو أن إتمام هذه المهمة استغرق عدة عقود من الزمن. خلال فترة حكم الحاكم الروماني غنيوس يوليوس أغريكولا (78–84 ميلادي)، تشير الدلائل إلى أنه خاض معارك في أراضي البرغانتس. يشير تاسيتوس، في خطاب ألقاه على لسان الزعيم الكاليدوني كالجاكوس ، إلى البريجانتس، "تحت قيادة امرأة"، الذين كادوا يهزمون الرومان. الشاعر الروماني جوفينال ، الذي كتب في أوائل القرن الثاني، يصور أبًا رومانيًا يحث ابنه على الفوز بالمجد من خلال تدمير حصون البريجانتس. ويبدو أن هناك تمردًا في الشمال في وقت ما في بداية عهد هادريان، لكن التفاصيل غير واضحة. كثيرا ما تم طرح انتفاضة البريجانتس كتفسير لاختفاء الفيلق التاسع المتمركز في يورك. من المحتمل أن يكون أحد أهداف جدار هادريان (الذي بدأ بناؤه في عام 122) هو منع البريجانتس من إجراء حوار مع القبائل في ما يعرف الآن بالأراضي المنخفضة في اسكتلندا على الجانب الآخر. ويقال أن الإمبراطور أنطونيوس بيوس (138-161) هزمهم على يد بوسانياس بعد أن بدأوا حربًا غير مبررة ضد الحلفاء الرومان، ربما كجزء من الحملة التي أدت إلى بناء سور أنطونيوس (142-144).

## المستوطنات
سمى بطليموس تسعة مدن أو بلدات رئيسية تابعة للبريجانتس؛ وهي:
| الاسم اللاتيني        | الاسم الحديث        | المقاطعة الحديثة |
| --------------------- | ------------------- | ---------------- |
| إبياكوم               | قلعة ويتلي ، ألستون | نورثمبرلاند      |
| فينوفيوم              | بينشستر             | مقاطعة دورهام    |
| كاتوراكتونيوم         | كاتريك              | شمال يوركشاير    |
| كالاتوم               | بورو، لونسديل       | لانكشاير         |
| إيزوريوم بريجانتوم    | ألدبورو             | شمال يوركشاير    |
| ريجودونوم             | مجهول[a]            | مانشستر الكبرى   |
| أوليكانا أو أوليناكوم | إلكلي[b]            | غرب يوركشاير     |
| إيبوراكوم             | مدينة يورك          | شمال يوركشاير    |
| كمبوديا               | مجهول[c]            | غرب يوركشاير     |

تشمل المستوطنات الأخرى المعروفة في أراضي البريجانتيين ما يلي:
- المستوطنات البريجانتية في بريطانيا (لم يذكرها بطليموس);
  - وينكوبانك، على حدود مدينة شيفيلد.
  - بريميتيناكوم فيتيرانوروم (ريبشيستر، لانكشير).
  - كالكاريا (تادكاستر، شمال يوركشاير) – ذُكرت في الطريق الأنطوني وخرائط رافينا الجغرافية.
  - لوجوفاليوم (كارلايل، كمبريا) – يُحتمل أن تكون مستوطنة لقبيلة الكارفيتيي.
  - كوريا (كوربريدج، نورثمبرلاند) – ربما كانت مستوطنة لقبيلة اللو بوكاريز.

## البريجانتيون في أيرلندا
يُثبت وجود قبائل البرغانتس في كل من إيرلندا وبريطانيا من خلال أعمال الجغرافي بطليموس في القرن الثاني الميلادي، الواردة في كتابه الجغرافيا، غير أن العلاقة، إن وُجدت، بين فرعي البرغانتس في إيرلندا وبريطانيا، ما تزال غير واضحة. ااقترح الباحث ت. ف. أو راهيلي أن الفرع الإيرلندي من البرغانتس يُعتبر أصل عشيرة أوي باريخه الإيرلندية التي ظهرت في عصور لاحقة، مُعتقدًا أنهم ينتمون إلى شعب الإيرين (الذين أشار إليهم بطليموس باسم الإيفيرني)، والذين افترض أو راهيلي أنهم منحدرون في الأصل من قبائل البلجي، التي تعود أصولها إلى بلاد الغال وبريطانيا، وذلك ضمن نموذجه الخاص لتفسير التاريخ المبكر لإيرلندا. وفقًا لنموذجه للتاريخ الأيرلندي ما قبل التاريخ. يضع البروفيسور جون تي. كوخ روابط بين المجموعتين البريطانية والأيرلندية، ويحدد الإلهة الرومانية البريطانية بريجانتيا مع الإلهة الأيرلندية بريجيد ، ويشير إلى دفن روماني أو روماني بريطاني محتمل في ستوني فورد، مقاطعة كيلكيني . وهو يحدد البريجانتيس الأيرلنديين مع عشيرة أوي بريجته في العصور الوسطى المبكرة.

## في الثقافة الشعبية
- يتتبع فيلم سنتوريون لعام 2010 مصير الفيلق التاسع ، كما نراه من وجهة نظر القائد كوينتوس دياس. يتورط كل من التاسع ودياس في مؤامرات إيتين ( أولجا كوريلينكو )، وهي محاربة من قبيلة بريجانتس، تعمل ككشافة، عندما تخونهم لاحقًا إلى البيكتس .
- في رواية "نسر التاسع" التي كتبتها روزماري ساتكليف عام 1954، كان أحد الشخصيات الرئيسية هو إسكا، الابن الأسير لأحد زعماء البريجانتس، الذي سافر مع الجندي الروماني ماركوس أكويلا إلى الشمال من سور هادريان لاكتشاف ما حدث للفيلق التاسع في هيسبانيا . تم لعب هذه الشخصية من قبل كريستيان رودسكا في فيلم النسر الذي تم إنتاجه عام 1977 من قبل هيئة الإذاعة البريطانية (BBC)، وجيمي بيل في فيلم النسر الذي تم إنتاجه عام 2011.
- في عام 2020، أشار نادي ويجان ووريورز ، وهو نادي دوري الرجبي الإنجليزي، إلى محارب بريجانتي في شعار النادي الجديد مدعيًا أن البريجانتي "لديهم جذور ونسب في بلدة ويجان".[9]
- تتضمن رواية الخيال العلمي باتلفيلد ايرث التي كتبها إل. رون هوبارد عام 1982 مجموعة من الشخصيات الثانوية في المستقبل البعيد الذين يطلقون على أنفسهم اسم بريغانتس. يتم تقديمهم على أنهم مرتزقة قطاع طرق متوحشون وخونة وآكلي لحوم البشر من زيمبابوي في أفريقيا ، بقيادة رجل يُدعى " سنيث " ولكن ليس لديهم أي صلة بالبريجانتس التاريخيين بخلاف أنهم ينحدرون من المستعمرين البريطانيين. لم يتم شرح معنى اسمهم مطلقًا، ولكن من المحتمل أن يكون مرتبطًا بكلمة " قطاع الطرق ".[10]

1. ↑  "Celtic Ireland in the Iron Age". WesleyJohnston.com. 24 أكتوبر 2007. مؤرشف من الأصل في 2025-06-06.
2. ↑  Pokorny، Julius (1959). Indogermanisches etymologisches Wörterbuch. Francke Verlag. ج. 1. "bhereĝh-" entry, pp. 140–141 – عبر Internet Archive.. The conventions for writing PIE have changed since the publication of this work.
3. ↑  "The Brigantes". Roman-Britain.co.uk. 24 أكتوبر 2007. مؤرشف من الأصل في 2025-05-24.
4. ↑  "Brigantium". Terra.es. 24 أكتوبر 2007. مؤرشف من الأصل في 2008-09-18. اطلع عليه بتاريخ 2007-10-25.
5. ↑  "Brigetio (Szöny) Komárom". The Princeton encyclopedia. 1976. مؤرشف من الأصل في 2023-12-02.
6. ↑  "Brigobanne Germany". The Princeton encyclopedia. 1976. مؤرشف من الأصل في 2024-07-24.
7. ↑  "Vindelicia map". Europeana. 1830. مؤرشف من الأصل في 2019-12-20.
8. 1 2 3 4 5 6 7 8 9  Geographical identifications as given in www.roman-britain.co.uk. "The Geography of Ptolemy". مؤرشف من الأصل في 2025-05-24. اطلع عليه بتاريخ 2023-09-03.
9. ↑  "The Why and How". Wigan Warriors Blog. 1 نوفمبر 2020. مؤرشف من الأصل في 2025-05-31. اطلع عليه بتاريخ 2020-11-02.
10. ↑  "Compendium". مؤرشف من الأصل في 2025-05-21.

## قراءة إضافية
- Branigan، Keith (1980). Rome and the Brigantes: the impact of Rome on northern England. جامعة شفيلد. ISBN:0-906090-04-0.
- Hartley، Brian (1988). The Brigantes. Sutton. ISBN:0-86299-547-7.

## روابط خارجية
- أمة البريجانتس
- بريجانتس في Roman-Britain.co.uk

قالب:Yorkshireقالب:Ptolemy's Ireland